# Sant Martí de Vilallonga
Sant Martí de Vilallonga és una obra del municipi de Vilallonga de Ter (Ripollès) inclosa en l'Inventari del Patrimoni Arquitectònic de Catalunya.

## Descripció
Es tracta d'un edifici molt modificat, sobretot el 1784 i desfigurat al llarg de la seva història. De la construcció original, una estructura basilical de tres naus, avui només queda l'absis central, una absidiola, part dels murs de tramuntana i de migjorn i una possible base de campanar. Quan el temple fou profundament modificat, passà a tenir una sola nau amb capelles laterals més baixes. L'absis central fou retallat i integrat al nou presbiteri cobert amb voltes ogivals. L'absis de carreus ben tallats, exteriorment és ornamentat amb un fris continu d'arcuacions suportades per mènsules i un fris en dent de serra sota el ràfec. L'absidiola és llisa exteriorment i ornamentada amb una motllura seguida que emmarca la finestra per dins.

## Història
Fou documentada des de l'any 1183 quan Arnau Descatllar cedeix els drets que té sobre l'església de Sant Martí el bisbe de Girona. Però el lloc de Vilallonga ja existia d'abans, ja que entre les confirmacions de béns que el papa Benet VIII feu al monestir de Camprodon l'any 1017 hi consta un alou "et in Villalonga". La resta de documents que fan esment de la parròquia són dels anys 1237 i 1244 i són freqüents des de finals del segle xiii però no aporten notícies especials sobre l'edifici.